# Dejan Lazović
Dejan Lazović (8 de fevereiro de 1990) é um jogador de polo aquático monenegrino. Atualmente joga para o clube italiano Pallanuoto Sport Management. 